# Procès de Leipzig

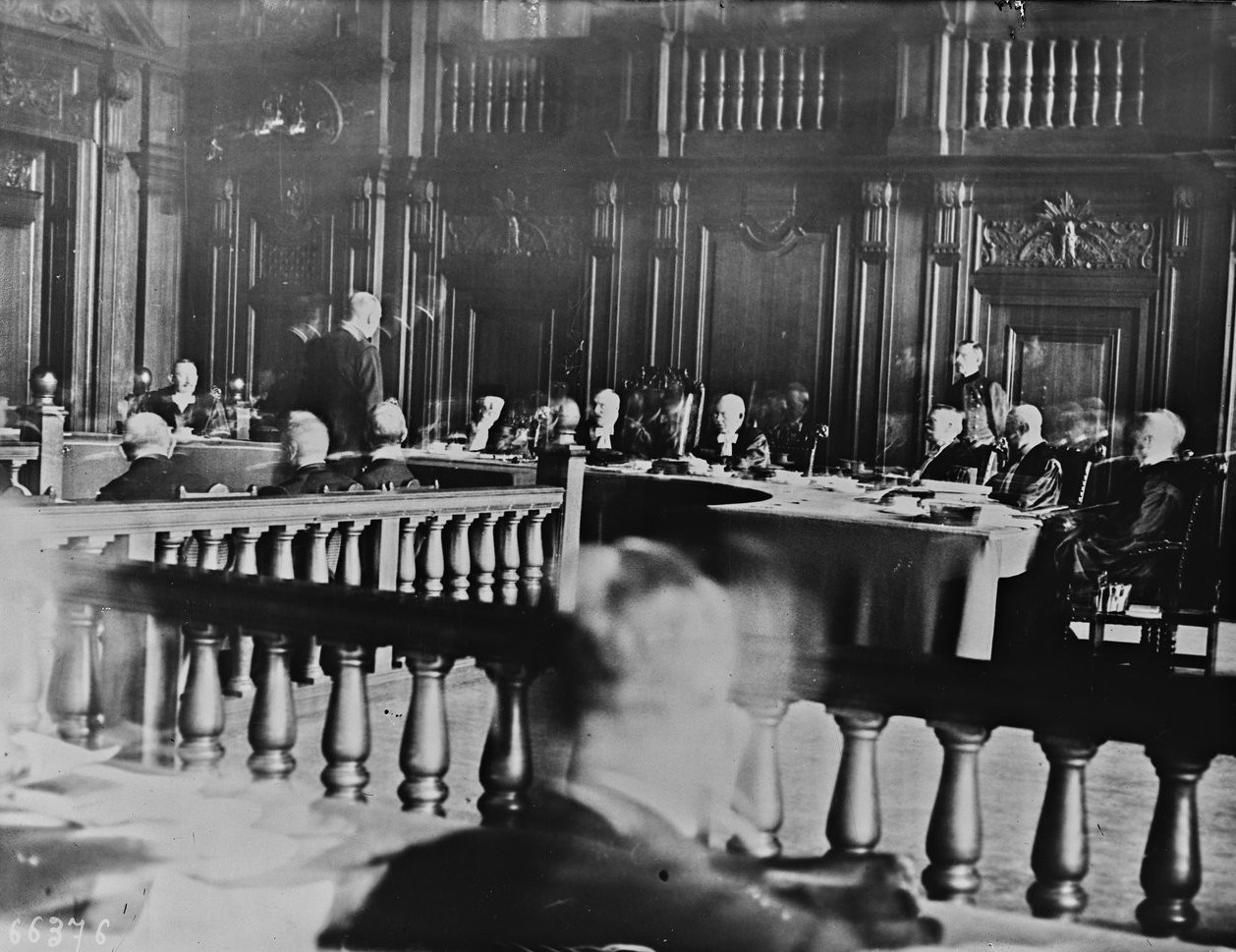
Première séance, le 23 mai 1921.

Le procès de Leipzig est une série de procès qui ont lieu en 1921, intentés contre des criminels de guerre allemands de la Première Guerre mondiale. Il se déroule au tribunal impérial de Leipzig. Il fait partie des pénalités imposées au gouvernement allemand par le traité de Versailles.

## Contexte
Pendant la Première Guerre mondiale, les dirigeants alliés posent pour principe qu'une fois la victoire acquise, les chefs ennemis vaincus soient jugés pour les violations des lois internationales commises pendant la guerre.

## Les procès
Les procès ont lieu au Reichsgericht (cour de sept juges) à Leipzig du 23 mai au 16 juillet 1921.
Les affaires suivantes ont été jugées :
- le sergent Karl Heynen, poursuivi pour mauvais traitements envers des prisonniers britanniques, est condamné à dix mois de prison ;
- le capitaine Emil Müller, poursuivi pour mauvais traitements envers des prisonniers, est condamné à six mois de prison ;
- le soldat Robert Neumann, poursuivi pour mauvais traitements envers des prisonniers, est condamné à six mois de prison ;
- le commandant Karl Neumann du sous-marin UC-67, poursuivi pour avoir coulé le navire-hôpital Dover Castle, est reconnu non coupable, pour avoir obéi aux ordres ;
- les premiers-lieutenants Ludwig Dithmar et John Boldt sont poursuivis pour crime de guerre en haute mer. Ils étaient officiers à bord du sous-marin U-86 qui a coulé le Llandovery Castle (en), un navire-hôpital canadien. Ils sont condamnés à quatre ans de prison ;
- Max Ramdohr : non coupable. Officier de police, il a arrêté et torturé 11 enfants suspectés de sabotage. Lors du procès de Leipzig, les enfants jeunes et intimidés, donnent des réponses contradictoires qui ne satisferont pas les juges. S'ajoute à cela les problèmes de traduction et d'interprétation (il faut attendre le procès de Nuremberg pour avoir des vrais interprètes). Max Ramdohr a donc été acquitté[1].
- Lieutenant-général Karl Stenger et Major Benno Crusius, accusés d'avoir donné l'ordre d'exécuter sommairement des soldats français faits prisonniers de guerre en août 1914 dans les Vosges : Stenger est jugé non coupable et Crusius condamné à deux ans de prison.
- Premier-lieutenant Adolph Laule : non coupable.
- Lieutenant-général Hans von Schack et Major-Général Benno Kruska : tous les deux non coupables.

## Critiques
Hors d'Allemagne, les procès étaient mal vus par l'opinion publique à cause du petit nombre d'affaires traitées et de la clémence du tribunal, sans oublier que l'auditoire, plutôt nationaliste, applaudissait à chaque acquittement. Ils furent ainsi qualifiés de parodie de justice et de fiasco, et ce pendant son déroulement et ultérieurement. Ils disparurent de l'historiographie française pendant des décennies jusqu'à l'étude de Jean-Jacques Becker. Ces procès servirent d'exemples à ne pas refaire, la leçon en fut retenue pour le procès de Nuremberg.
Ils ont été tout aussi mal perçus en Allemagne, mais pour d'autres raisons : seuls des Allemands ont été jugés alors que tous les belligérants ont commis des crimes de guerre,  les accusés étaient aux ordres et intervenaient dans des conditions difficiles, certaines charges étaient infondées et l'emprisonnement dans des prisons civiles était considéré comme un grave manquement à l'honneur de l'armée.